# AC Cars 2-Litre

O AC Cars 2-Litre é um carro luxuoso produzido pela britânica AC Cars de Thames Ditton, na cidade de Surrey, Inglaterra entre os anos de 1947 e 1958.

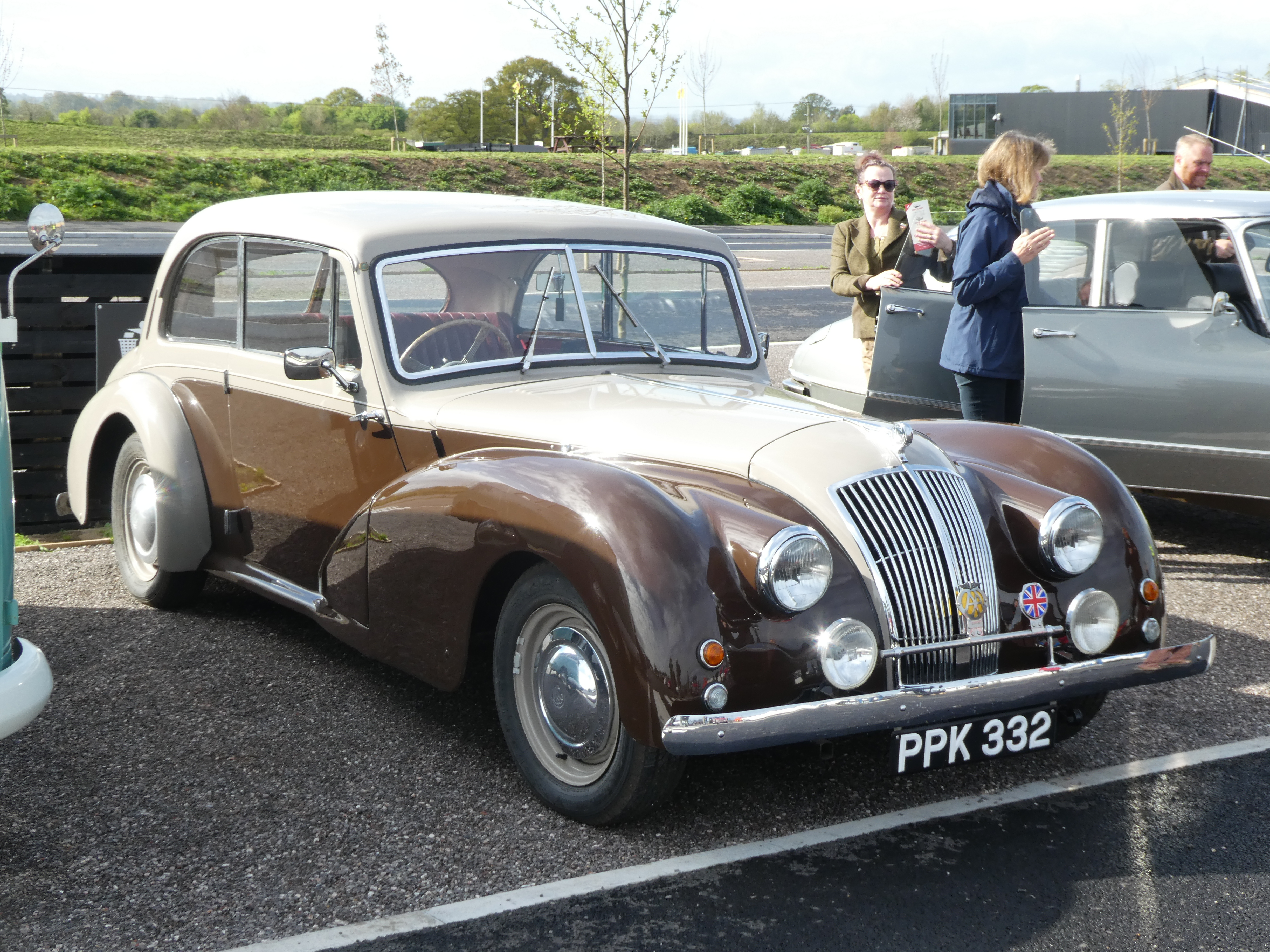
AC 2-Litre 2 portas
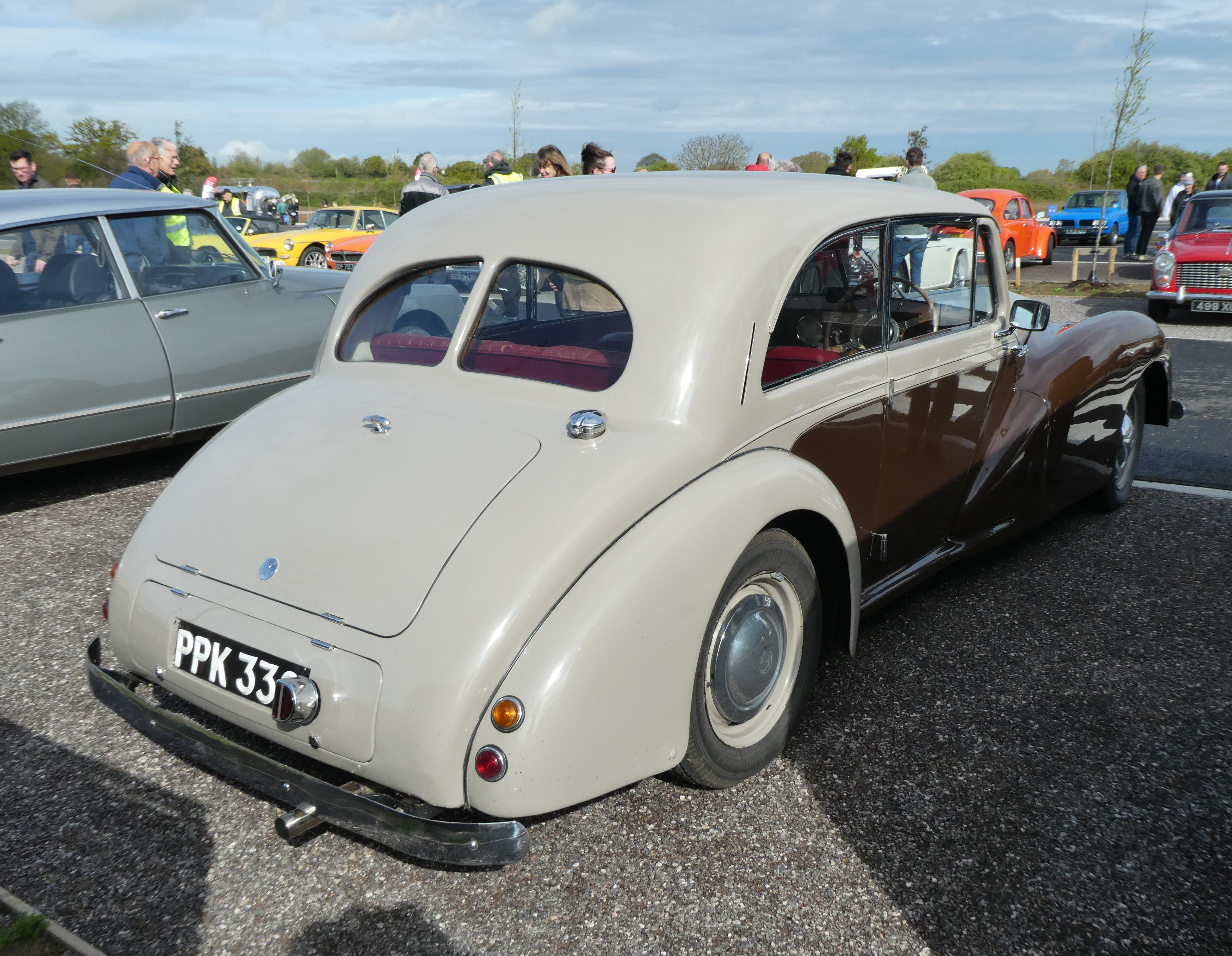
AC 2-Litre 2 portas

## História
O desenvolvimento do 2-Litre começou a meio da década de 30, entrando em produção após a Segunda Guerra Mundial, em 1947 na versão Sedan 2 portas.
Este modelo foi concebido para ter um interior espaçoso e confortável, um chassis leve e um comportamento estável em estrada, pesando apenas cerca de 1300 kg.

O motor utilizado foi o bloco AC 6 cilindros em linha OHC que equipava o AC 16 desde 1922. No entanto, foram adicionados 3 carburadores SU, garantindo numa primeira fase 74cv e, a partir de 1951, 85cv.

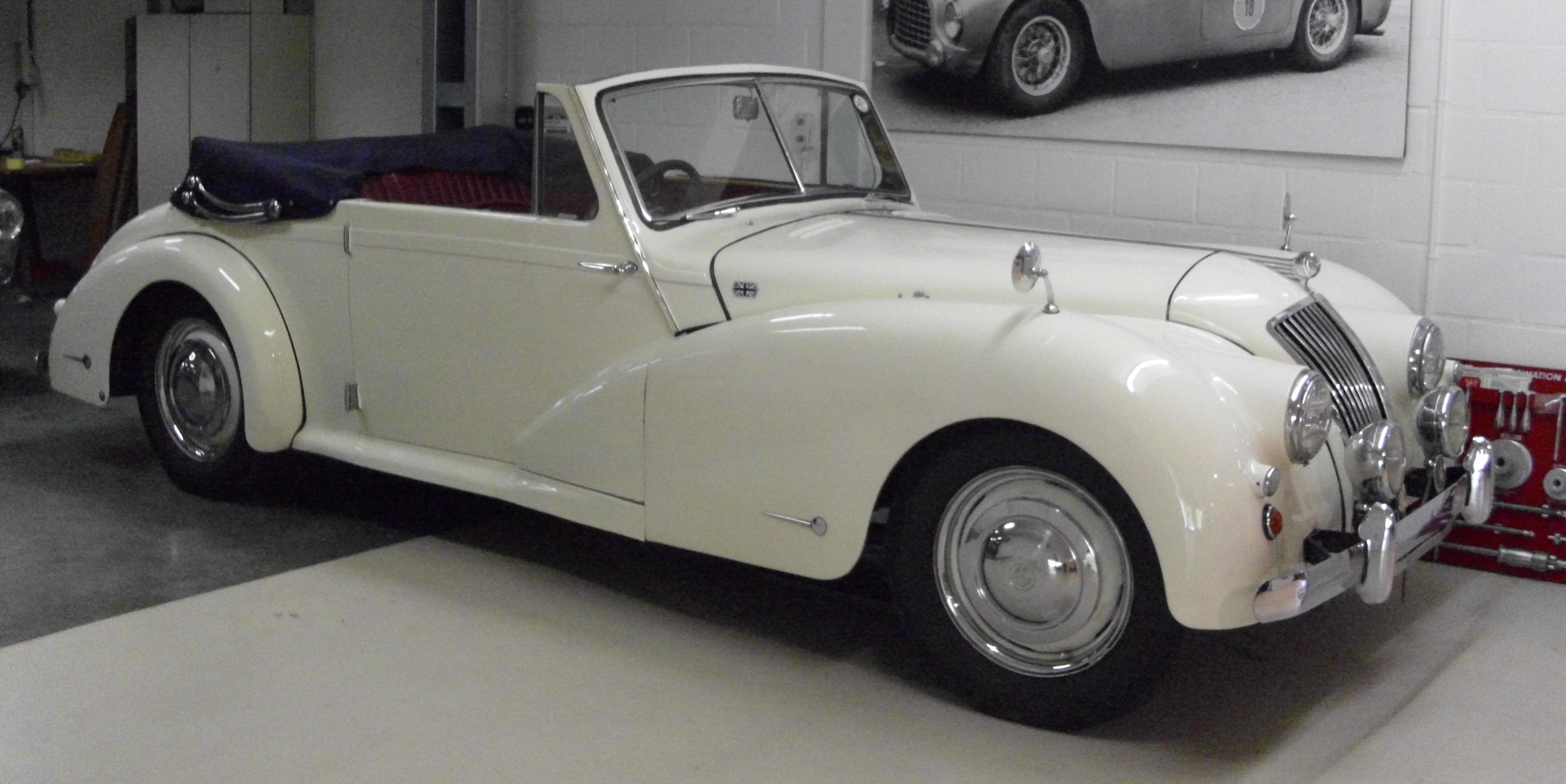
AC 2-Litre Drop-Head Coupé

Em 1948, surgiu o descapotável Drop-head Coupé.
Ainda neste ano de 1948, fruto de uma parceria com o fabricante de carroçarias Bucklands Bodyworks, é lançado o AC Buckland Tourer. Tratava-se de um descapotável em que o tecto de lona ficava totalmente escondido na traseira do veículo. Para além disso, possuía algumas alterações cosméticas que o tornavam com um ar mais desportivo, tais como um vidro frontal de uma só peça. Em 1953, a Buckland deixa de produzir esta versão descapotável mas a própria AC ainda produz 15 automóveis com esta carroçaria com a designação de 2-Litre Sports Tourer.
Em 1952, surge a versão 4 portas. São produzidos apenas cerca de 50 exemplares desta versão.

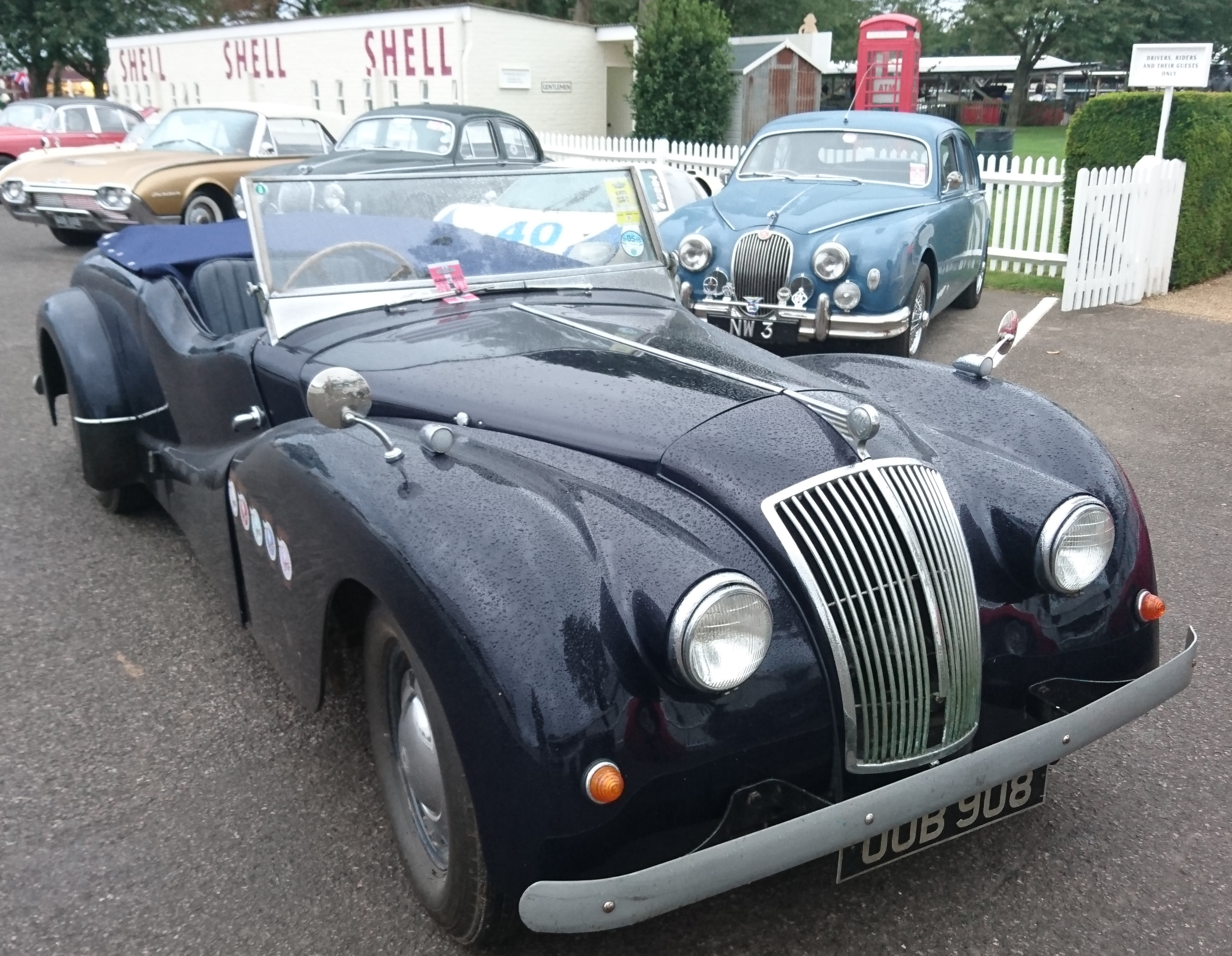
AC Buckland

A partir de 1955, a AC concentra-se na produção do AC Ace e AC Aceca. O 2-Litre passa a estar disponível sob encomenda. Em 1957, é produzido apenas uma unidade de 4 portas e, finalmente, em 1958, duas unidades de 2 portas.

A dinâmica de outras marcas de produção em série no início dos anos 50, provocou uma fortíssima concorrência originando uma queda abrupta da produção a partir de 1952.

## Especificações
O bloco AC 6 cilindros OHC lançado em 1922, foi utilizado durante 40 anos em vários modelos da AC Cars.

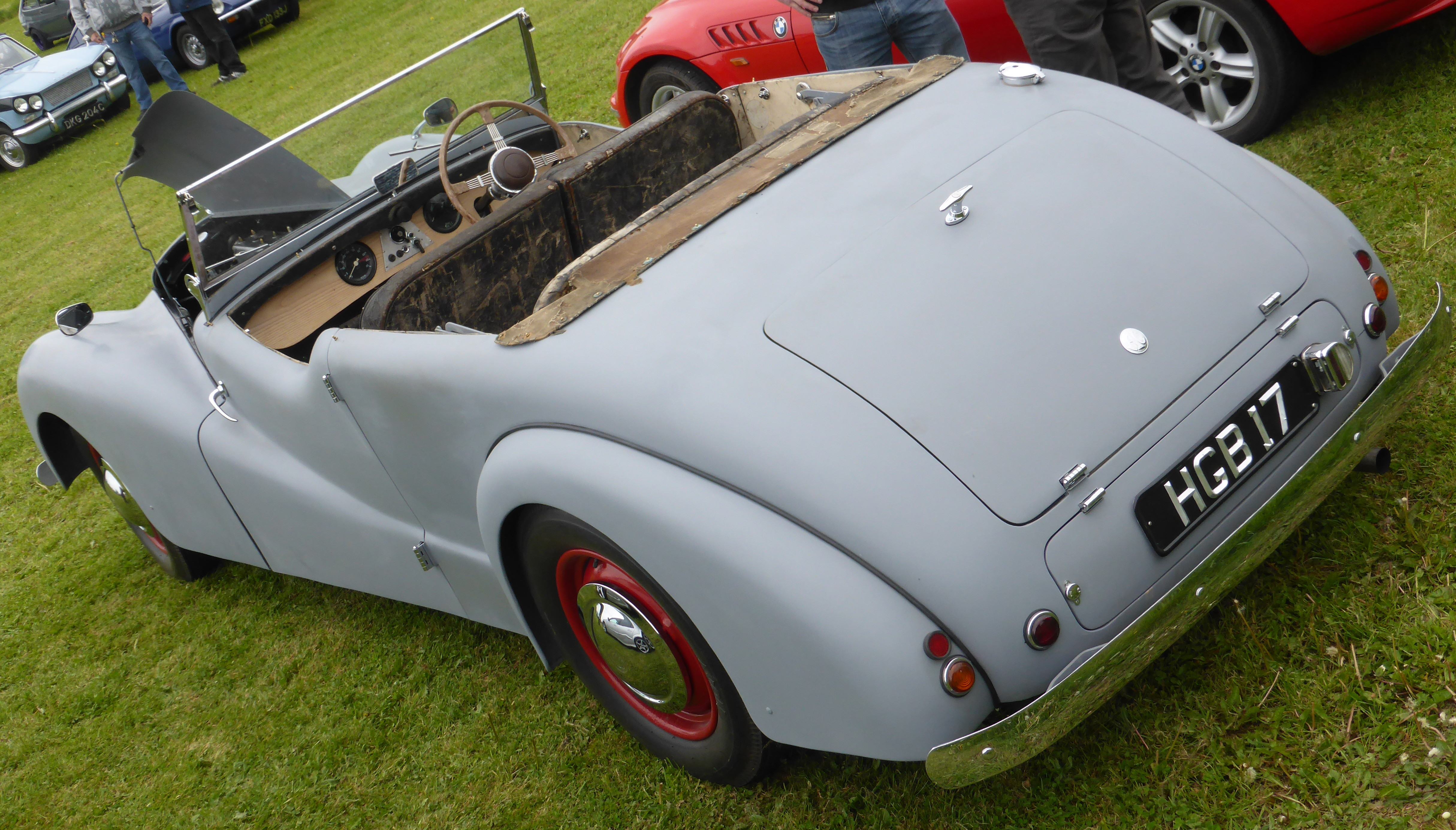
AC 2-Litre Buckland

Inicialmente, este motor de 2 litros (1991cc; 122 cu in) debitava 74cv (55,2 KW) às 4500 rpm e 125 Nm (95 lb ft) às 3000 rpm. Alimentação por 3 carburadores SU e compressão de 6.5:1. Este nível de compressão permitia utilizar gasolina com baixo índice de octanas que existia no período pós-guerra. Equipava uma caixa manual de 4 velocidades com a 1ª não sincronizada. A velocidade máxima era de 129 km/h com uma aceleração 0-60 mph (0-97 km/h) de 19,9s.
Mais tarde, a taxa de compressão subiu para 6,75:1 passando a debitar 76cv (56,7 KW) às 4500 rpm e 145 Nm (105 lb ft) às 3750 rpm. A velocidade máxima era de 134 km/h com uma aceleração 0-60 mph (0-97 km/h) de 21s.

Em 1951, a potência subiu novamente par 85cv (63.4 KW).

## Produção
| Versão          | Unidades    |
| --------------- | ----------- |
| 2 portas        | aprox. 1130 |
| 4 portas        | aprox. 50   |
| Drop-head Coupé | 15          |
| Buckland        | 70          |
| Sports Tourer   | 15          |